# Volkswagen Saveiro
Volkswagen Saveiro är en bilmodell från Volkswagen. Den tillverkas i Argentina och säljs enbart på den sydamerikanska marknaden. Bilen introducerades 1984 som en pickupvariant av bästsäljande modellen Gol. Den är 418 cm lång och finns med fyrcylindriga motorer som drivs av antingen bensin eller diesel. Maxlasten är ungefär 700 kg beroende på modell.